# Григорис Славкос
Григорис Славкос (на гръцки: Γρηγόρης Σλάβκος) е гръцки писател от Македония.

## Биография
Григорис Славкос е роден през 1971 година в град Гумендже, Гърция. Завършва частното училище ЕКЕС Колидж между 1989 и 1991 година със специалност журналистика, като междувременно работи в радио и телевизия. Между 1992 и 1996 година учи телекомуникации и икономика в Солунския технически институт (днес Международния гръцки университет). Автор е на един роман „Антикарма“ (Αντικάρμα, 2012).